# روبن ماگنانو
روبن ماگنانو (انگلیسی: Rubén Magnano؛ زادهٔ ۹ اکتبر ۱۹۵۴) بازیکن بسکتبال اهل آرژانتین است.
وی در مسابقات کشوری و بین‌المللی در مجموع برندهٔ ۳ مدال طلا، ۳ مدال نقره شده‌است.